# 第6太陽周期
第6太陽周期（だいろくたいようしゅうき、Solar cycle 6）は、1755年に太陽黒点の活動が記録され始めてから6番目の太陽活動周期である。1810年7月から1823年5月まで12年10ヶ月続いた。月平均の平滑化太陽黒点数の最大は81.2個（1816年5月）であり、最小（周期開始時）は0.0個であった。
この周期はダルトン極小期内にあり、月平均の最大個数である81.2個という値は、過去最低である。特に1816年は「夏のない年」と呼ばれ、太陽活動の低下と、前年に発生したインドネシア・スンバワ島のタンボラ山の噴火が重なり、北ヨーロッパ、アメリカ合衆国北東部およびカナダ東部において、記録的な冷夏が発生した。この影響により、同地域の農作物に壊滅的な被害が発生した。

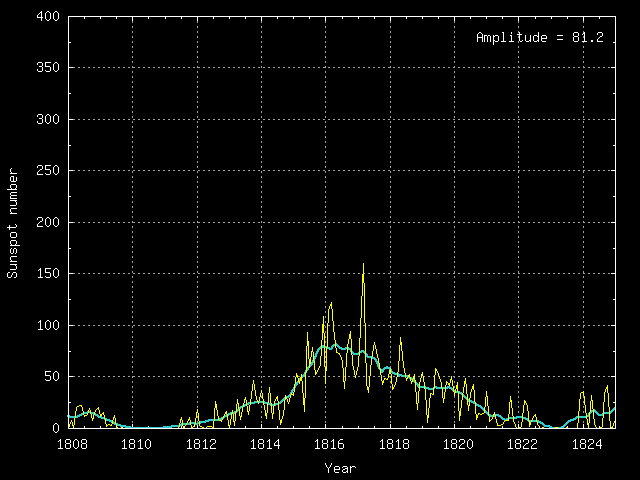
黄色い線は月平均の黒点数、青い線は平滑化された黒点数を表す